# Giuseppe Formica
Giuseppe Formica (Gardone Val Trompia, 11 novembre 1928 – 2006) è stato un calciatore italiano, di ruolo terzino.

## Carriera
Giocò per una stagione in Serie A con la maglia del Genoa, collezionando 18 presenze. Ha totalizzato inoltre 111 presenze in Serie B nelle file di Brescia, Vicenza e Marzotto.